# Ivo Daneu
Ivo Daneu, slovenski košarkar in trener, * 6. oktober 1937,  Maribor.
Rodil se je očetu ekonomistu in pravniku Ivu st. in materi Mariji (roj. Gombač). Oba sta bila primorska begunca, ki sta morala bežati od doma zaradi fašističega terorja. 
Ivo Daneu je legenda košarke tako v Sloveniji kot v svetu. S svojo višino 184 cm in z izjemnimi organizacijskimi in strelskimi sposobnostmi je igral na poziciji branilca. Za reprezentanco Jugoslavije je kot njen dolgoletni kapetan zbral takrat rekordnih 209 nastopov in z njo krojil svetovni vrh v družbi takih velemojstrov kot so Radivoj Korać, Krešimir Ćosić, Petar Skansi in Vinko Jelovac ter pod vodstvom dveh vrhunskih trenerjev; najprej jih je vodil Aco Nikolić, kasneje pa Ranko Žeravica. 
Igralske vrhunce kariere je doživel kot MVP svetovnega prvenstva v Urugvaju leta 1967, z osvojitvijo srebrne medalje na olimpijskih igrah v Mehiki leta 1968 in z osvojitvijo zlatih medalj na neuradnem svetovnem prvenstvu v Čilu leta 1966 in na SP 1970 v Ljubljani. 
Leta 1967 je bil proglašen za najboljšega športnika Jugoslavije.
12. septembra 2007 je bil sprejet v Mednarodni košarkarski hram slavnih. 
Leta 2012 je bil sprejet v Hram slovenskih športnih junakov.

## Igralska kariera

### Klub
Svojo košarkarsko pot je začel v Mariboru, kjer je med letoma 1949 in 1956 igral za Branik, nato pa se je preselil v Ljubljano, natančneje k takratni AŠK Olimpija, s katero je šestkrat v letih 1957, 1959, 1961, 1962, 1966 in 1970 osvojil naslov prvakov jugoslovanske lige.

### Zmagoslavna reprezentanca Jugoslavije
Skupaj je za jugoslovansko reprezentanco v letih 1956 do 1970 odigral 209 mednarodnih tekem. Z reprezentanco je na evropskih prvenstvih osvojil srebrne medalje v letih 1961, 1965 in 1969 ter bronasto leta 1967, na svetovnih prvenstvih pa srebrni medalji leta 1963 in 1967 (1967 je bil izbran za najboljšega igralca prvenstva), vrhunec kariere pa je dosegel z zlato medaljo leta 1970 na prvenstvu v Ljubljani, potem ko je Jugoslavija v odločilni tekmi premagala ZDA. 

## Po aktivnem igranju
Po končani karieri je bil od 1970 do 1971 trener Olimpije, nato pa je v letu 1972 ponovno zaigral v Rudarju iz Trbovelj.
4. oktobra 1990 je kot prvi poslanec socialistov predlagal plebiscit o samostojnosti Slovenije.
Leta 2004 je soustanovil politično društvo Forum 21.
Leta 2007 je bil sprejet v Mednarodni košarkarski hram slavnih, 7. novembra 2007 so v klubu Union Olimpija upokojili njegov dres s številko 13.
Košarko je uspešno igral tudi njegov sin Jaka, ki je tako kot oče branil barve Olimpije in je spadal v prvo generacijo igralcev za Slovenijo.
Avgusta 2013 mu je slovenski predsednik Borut Pahor podelil zlati red za zasluge Republike Slovenije z obrazložitvijo »ne le zaradi številnih uspehov, ampak tudi zato, ker je dajal spodbudo mladim rodovom košarkarjev in drugih športnikov in ker je pomagal pri uveljavljanju Slovenije na svetovnem športnem prizorišču.«